# Un, deux, trois
Pour les articles homonymes, voir Un, deux, trois (homonymie).
Pour plus de détails, voir Fiche technique et Distribution.
Un, deux, trois (titre original : One, Two, Three) est une comédie américaine réalisée par Billy Wilder, sortie en 1961. Le film est connu pour son rythme rapide prenant en toile de fond le conflit Est-Ouest pendant la guerre froide.
Le film se déroule en 1961, quelques mois avant la construction du mur de Berlin. C. R. MacNamara, représentant à Berlin-Ouest de la société Coca-Cola, ambitionne d'en devenir le directeur en Europe en introduisant la boisson derrière le rideau de fer. Entre-temps, son patron lui demande de s'occuper de sa fille qui fait un séjour en Europe. Un jour, la jeune femme disparaît, puis revient accompagnée d'un militant communiste, qu'elle présente comme son mari, dont MacNamara devra alors cacher l'existence à son patron qui arrive à Berlin, le lendemain...

## Synopsis
Pendant la guerre froide, Mac MacNamara est un cadre supérieur de la société Coca-Cola, affecté à Berlin-Ouest après un fiasco commercial survenu, quelques années plus tôt, au Moyen-Orient et dont il est encore amer. Bien que basé en Allemagne de l'Ouest pour l'instant, Mac aspire à devenir le chef des opérations de Coca-Cola pour l'Europe de l'Ouest, basé à Londres. Après une rénion avec trois commissaires soviétiques sur un arrangement pour introduire la boisson gazeuse dans toute l'Union soviétique, Mac reçoit un appel de son patron, W.P. Hazeltine, du siège de Coca-Cola à Atlanta. Ce dernier l'informe que le marché russe ne l'intéresse pas et qu'il souhaite que Mac s'occupe de sa fille, Scarlett Hazeltine, âgée de 17 ans, au tempérament fougueux mais un peu faible. Bien que réticent au départ, Mac accepte avec l'espoir que cela lui vaudra la promotion tant convoitée.
Scarlett arrive à l'aéroport Tempelhof pour un séjour de deux semaines qui se transforme en deux mois, jusqu'à ce que Mac découvre pourquoi elle est si éprise de la ville. Chaque nuit, le chauffeur de Mac la conduit dans le secteur soviétique où elle rencontre Otto Piffl, un jeune communiste. Mac est atterré en apprenant qu'ils se sont mariés et qu'ils vont partir en lune de miel à Moscou et y refaire leur vie. Un peu plus tôt, le père de Scarlett avait téléphoné pour annoncer qu'il serait là demain à midi avec son épouse pour voir leur fille. De plus en plus consterné par la situation, Mac, afin d'éviter de perdre son poste, piège le jeune communiste à l'aide d'une ruse. Otto se fait ainsi arrêter par la police est-allemande pour espionnage envers une puissance étrangère.
Arrivant chez lui, il annonce à sa femme que la bonne peut défaire les valises de Scarlett car elle ne part plus. Devant la mine interrogatrice des deux femmes, il explique qu'Otto est en prison. Entendant cela, la jeune femme tombe dans le coma et un docteur annonce par la suite qu'elle va très bien et qu'elle attend un heureux événement. Sous la pression de sa femme, Mac entreprend de ramener Otto avec l'aide des trois commissaires soviétiques. Les Américains se rendent de l'autre côté de la porte de Brandebourg dans un hôtel où ils retrouvent leurs associés soviétiques. Là-bas, Mac leur explique qu'il veut passer un marché : délivrer Otto contre sa séduisante secrétaire, qu'il est prêt à leur donner. Après toute la nuit, un accord est trouvé et tous se rendent à la prison.
De son côté, Otto est interrogé par la Stasi, qui le soupçonne de travailler pour la CIA et le torture avec un disque de musique que le jeune homme est forcé d'écouter en boucle. À bout de force, il finit par craquer et avoue tout ce qu'on lui demande en signant une confession selon laquelle il est un espion américain. Juste après, les commissaires, qui se font passer pour des agents du KGB, arrivent pour prendre Otto mais apprennent avec stupéfaction qu'il serait un espion. Ne pouvant plus reculer car cela éveillerait des soupçons chez leurs collègues allemands, ils sortent avec lui et font l'échange contre la secrétaire. Hélas pour eux, l'échange était un piège de Mac car son assistant s'était travesti en femme pour les tromper. De leur côté, les autres partent en voiture mais sont vite poursuivis par les Russes et, après une folle course-poursuite dans Berlin-Est, leur échappent in extremis. Une fois dans leurs bureaux de Coca Cola, Mac se rend compte que sa seule chance est de faire d'Otto un gendre idéal, ce qui signifie en faire un capitaliste avec, de surcroît, un lignage aristocratique. Otto refuse jusqu'à ce qu'il se rende compte qu'il est désormais considéré comme un espion et ne peut plus retourner à l'Est.
Mac s'arrange pour qu'Otto bénéficie de tout ce qu'il lui faut, jusqu'à se faire adopter par un vieux comte désargenté. Scarlett doute que son père soit dupe de la ruse mais est rassurée par le fait que son bébé fera désormais partie d'une longue lignée aristocratique, ce qui plaira à sa mère snob. Dans une course effrénée en voiture contre le temps et l'arrivée de l'avion des Hazelin, Mac équipe Otto de tout l'attirail qui convient à son nouveau statut social.
Finalement, les Hazeltine approuvent leur nouveau gendre et Mac apprend avec horreur qu'Otto sera nommé à la tête des opérations en Europe de l'Ouest, tandis que Mac sera promu vice-président des achats à Atlanta. D'abord déçu, Mac accepte cela lorsqu'il aperçoit ses proches qui font la file pour partir en Amérique. Il se réconcilie alors avec sa femme pour fêter sa promotion et leur achète des Coca-Cola.
Après avoir distribué les bouteilles, il découvre avec rage que le distributeur automatique de Coca a, en fait, été approvisionné en Pepsi.

## Fiche technique
- Scénario : Billy Wilder et I.A.L. Diamond, d'après la pièce Egy, kettö, három de Ferenc Molnár
- Photographie : Daniel L. Fapp
- Adaptation et direction musicale : André Previn
- Direction artistique : Alexandre Trauner
- Réalisation de seconde équipe : André Smagghe
- Montage : Daniel Mandell
- Production : Billy Wilder et Doane Harrison (associé)
- Société de production : Mirisch Company, Pyramid Productions
- Société de distribution : United Artists
- Genre : comédie satirique
- Format : noir et blanc (Panavision)
- Durée : 115 minutes
- Dates de sortie :
  - États-Unis : 15 décembre 1961
  - France : 28 février 1962
- Affiche : Macario Gómez Quibus (Espagne)

## Distribution
- James Cagney (VF : Marc Cassot) : C. R. MacNamara
- Horst Buchholz : Otto Ludwig Piffl
- Pamela Tiffin : Scarlet Hazeltine
- Arlene Francis : Phyllis MacNamara
- Liselotte Pulver (créditée Lilo Pulver) : fraülein Ingeborg
- Howard St. John (VF : Jean Martinelli) : Wendell P. Hazeltine
- Hanns Lothar : Schlemmer
- Leon Askin : Peripetchikoff
- Ralf Wolter : Borodenko
- Karl Lieffen : Fritz
- Hubert von Meyerinck : le comte von Droste Schattenburg
- Loïs Bolton : Melanie Hazeltine
- Peter Capell : Mishkin
- Til Kiwe : un reporter
- Henning Schlüter : le docteur Bauer
- Karl Ludwig Lindt : Zeidlitz

Acteurs non crédités
- Red Buttons : un sergent de la police militaire
- Friedrich Hollaender : le directeur du Grand Hôtel

## Production

### Tournage
Un, deux, trois est principalement situé dans Berlin-Ouest pendant la guerre froide et la politique est prédominante dans ses prémices. Si le film se déroule avant la construction du mur de Berlin, ce dernier est néanmoins érigé pendant le tournage, qui a lieu pour partie en extérieurs dans la ville de Berlin. L'équipe est alors obligée de se déplacer à Munich pour l'achèvement des prises de vue.
Pendant le tournage, Billy Wilder reçoit un message désapprobateur de Joan Crawford, récemment nommée au comité directeur de Pepsi-Cola, lui reprochant de faire la part trop belle à l'entreprise concurrente. En réponse, Wilder inclut quelques références à Pepsi-Cola, y compris dans le tout dernier plan.

### Musique
La Danse du sabre d'Aram Khatchatourian marque les moments où MacNamara se déplace dans une action énergique.

## Accueil
Un, deux, trois est un échec commercial à sa sortie, même si sa ressortie en Allemagne rencontre un réel succès populaire. Le film est interdit en Finlande jusqu'en 1986 pour des raisons politiques, les officiels finlandais craignant que le film puisse nuire aux relations entre la Finlande et l'Union soviétique. United Pictures Finlande a essayé de faire sortir le film en salles en 1962, 1966 et 1969, mais ce n'est qu'en 1986 que le système finlandais d’évaluation des films permet au film d'être distribué.[réf. souhaitée]